# Гайе, Бабукарр
Бабукарр Гайе (англ. Baboucarr Gaye; род. 24 февраля 1998, Билефельд, Северный Рейн-Вестфалия) — гамбийский футболист, вратарь софийского Локомотива и национальной сборной Гамбии.

## Клубная карьера
Гайе родился в немецком Билефельде и является воспитанником местной «Арминии». Два сезона выступал за её вторую команду, а 30 июня 2019 года покинул расположение клуба, перейдя в «Ваттеншайд 09», выступавший в Региональной лиге Германии. Однако уже в середине октября новый клуб игрока объявил о банкротстве и снялся с чемпионата. В январе 2020 года молодой голкипер присоединился ко второй команде «Штутгарта».
В июле 2020 года перешёл в «Рот-Вайсс» из Кобленца. В январе 2023 года подписал полуторагодовой контракт с софийским «Локомотивом».

## Карьера в сборной
Гайе дебютировал за национальную сборную Гамбии 9 октября 2020 года в товарищеском матче против Конго.
В декабре 2021 года был включён в состав своей сборной для участия в дебютной для своей страны Кубке африканских наций. Сыграв три из пяти матчей команды на турнире, вместе с ней сенсационно дошёл до четвертьфинала турнира.